# Archie Kao

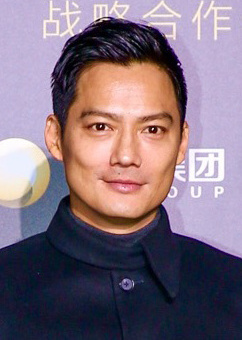
Archie Kao, 2016

Archie David Kao (* 14. Dezember 1969 in Washington, D.C.) ist ein US-amerikanischer Schauspieler.

## Biografie
Kaos Eltern kommen aus Taiwan und er hat zwei Schwestern. Er ging zur George Mason University, wo er der Sigma-Chi-Studentenverbindung beitrat.
Er hat einen Abschluss in Sprachwissenschaft.
Kao hat elementare Sprachkenntnisse in Mandarin durch eine zweisprachige Erziehung und studierte in der Schule Französisch.
Kao ist seit 1996 als Schauspieler aktiv. Seine bekanntesten Rollen sind die des Labor-Computer-Experten Archie Johnson in CSI: Den Tätern auf der Spur und Kai Chen, der blaue Galaxy-Ranger aus Power Rangers Lost Galaxy.
Zurzeit lebt er in Los Angeles.

## Filmografie (Auswahl)
- 1997: The Player
- 1999: Power Rangers – Lost Galaxy (Fernsehserie)
- 2000–2002: Power Rangers – Wild Force
- 2001–2012: CSI: Den Tätern auf der Spur (Fernsehserie)
- 2002: When in Rome
- 2002: Meine Tochter ist keine Mörderin
- 2002: The One
- 2003: Local Boys
- 2004: Emergency Room – Die Notaufnahme (Staffel 10 Folge 19 & 20)
- 2005: Nomad – Fürst der Steppe
- 2006: Fast Money
- 2006: Heroes (Staffel 1 Folge 5)
- 2006: Need for Speed Carbon (Stimme von Kenji)
- 2007: The Hills Have Eyes 2
- 2008: Desperate Housewives (Staffel 4 Folge 13)
- 2009: The People I’ve Slept With
- 2009: Thunder Geniuses
- 2011: Der Seidenfächer (Snow Flower and the Secret Fan)
- 2014: Chicago P.D. (Fernsehserie, 15 Episoden)
- 2015: Blackhat
- 2020: The Flight Attendant (Fernsehserie)